# Criadilla

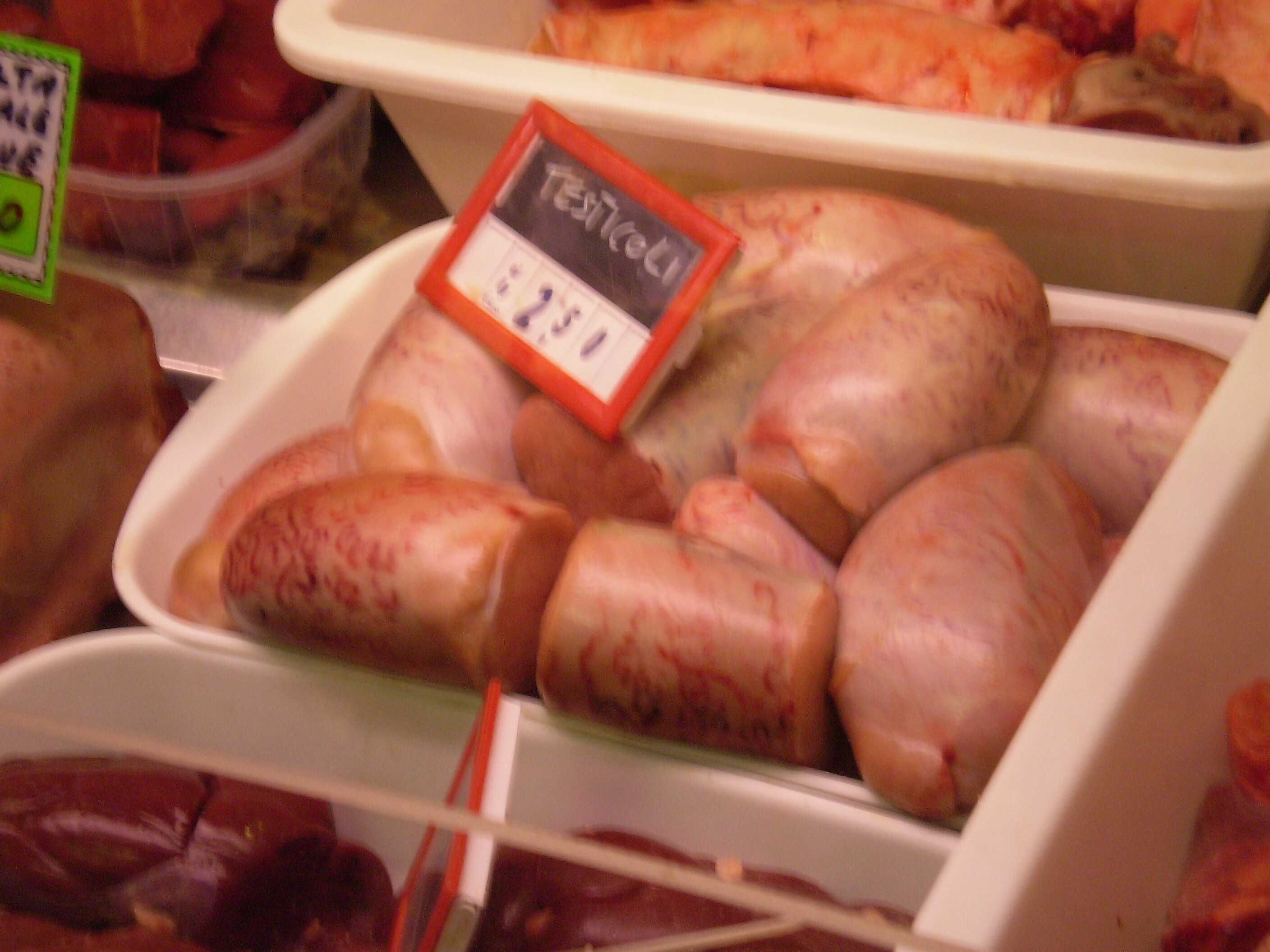
Criadillas crudas.

Criadillas es el nombre gastronómico que reciben los testículos, lacras, de cualquier animal de matadero apto para el consumo humano. Son una fuente de minerales como el zinc, fósforo y potasio además de micronutrientes comúnmente encontradas en productos animales como vitaminas de la familia B.

## Historia de las criadillas
A lo largo de la historia se les han atribuido propiedades curativas, normalmente para combatir la impotencia, aunque en la actualidad se sabe que no son efectivas. Se sabe que Fernando II de Aragón, Felipe IV y Carlos III las consumían. Lo más habitual es comerlas empanadas.